# Борсо дел Грапа
Бо̀рсо дел Гра̀па (на италиански: Borso del Grappa; на венециански: Bors, Борс) е градче и община в Северна Италия, провинция Тревизо, регион Венето. Разположено е на 279 m надморска височина. Населението на общината е 5863 души (към 2010 г.).